# Edmund de Waal
Edmund Arthur Lowndes de Waal OBE (Nottingham, 10 settembre 1964) è un artista e scrittore britannico, autore di Un'eredità di avorio e d'ambra, pubblicato nel 2010 e tradotto in italiano nel 2012. Molto conosciuto per la sua attività di ceramista, ha ricevuto numerosi premi.

## Biografia
Edmund De Waal è nato a Nottingham, in Inghilterra, da Esther Aline Lowndes-Moir e da Victor de Waal, che fu decano della cattedrale di Canterbury. Suo nonno era Hendrik de Waal, un uomo d'affari olandese che si trasferì in Inghilterra. La nonna Elisabeth apparteneva alla famiglia Ephrussi, la cui storia è raccontata in  Un'eredità di avorio e d'ambra (The Hare with Amber Eyes). Egli si dedica fin dalla giovinezza all'arte della ceramica. 

Ha studiato alla King's School di Canterbury, sotto la guida del ceramista Geoffrey Whiting, per due anni prima di iscriversi all'Università di Cambridge, dove si è laureato nel 1986. Subito dopo, si è dedicato al suo sogno di creare vasellame poco costoso per la casa: ha fondato nello Hertfordshire una fornace per produrre pezzi funzionali di terracotta, ma senza successo. Si è quindi trasferito a Sheffield e ha cominciato a lavorare con la porcellana.

Nel 1990 ha vinto una borsa di studio della Fondazione anglo-giapponese Daiwa, con la quale ha studiato per un anno il giapponese all'università di Sheffield. In Giappone mentre studiava allo studio ceramico Mejiro ha lavorato a una monografia su Bernard Leach, basata sui documenti d'archivio del Museo di arte popolare giapponese. In questo periodo ha creato serie di vasi di porcellana composti in gruppi e sequenze.

Tornato a Londra nel 1993, ha cominciato a creare le sue caratteristiche ceramiche, di porcellana con uno smalto di celadon; le forme sono classiche ma con piccoli incavi e sottili variazioni di tono e consistenza. I vasi hanno avuto molto successo e dal 1995 De Waal li ha esposti in molte mostre personali.

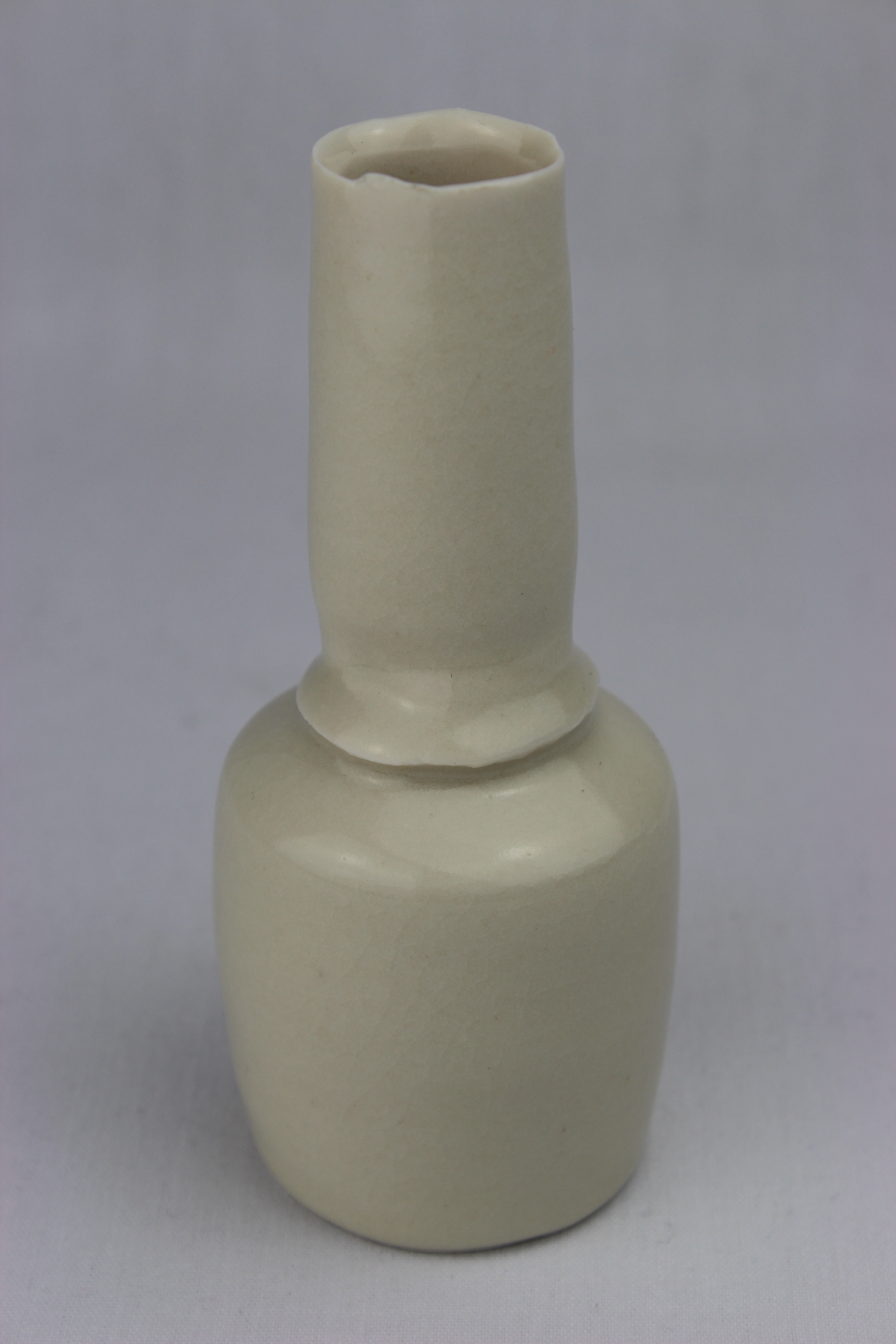
Bottiglia, York

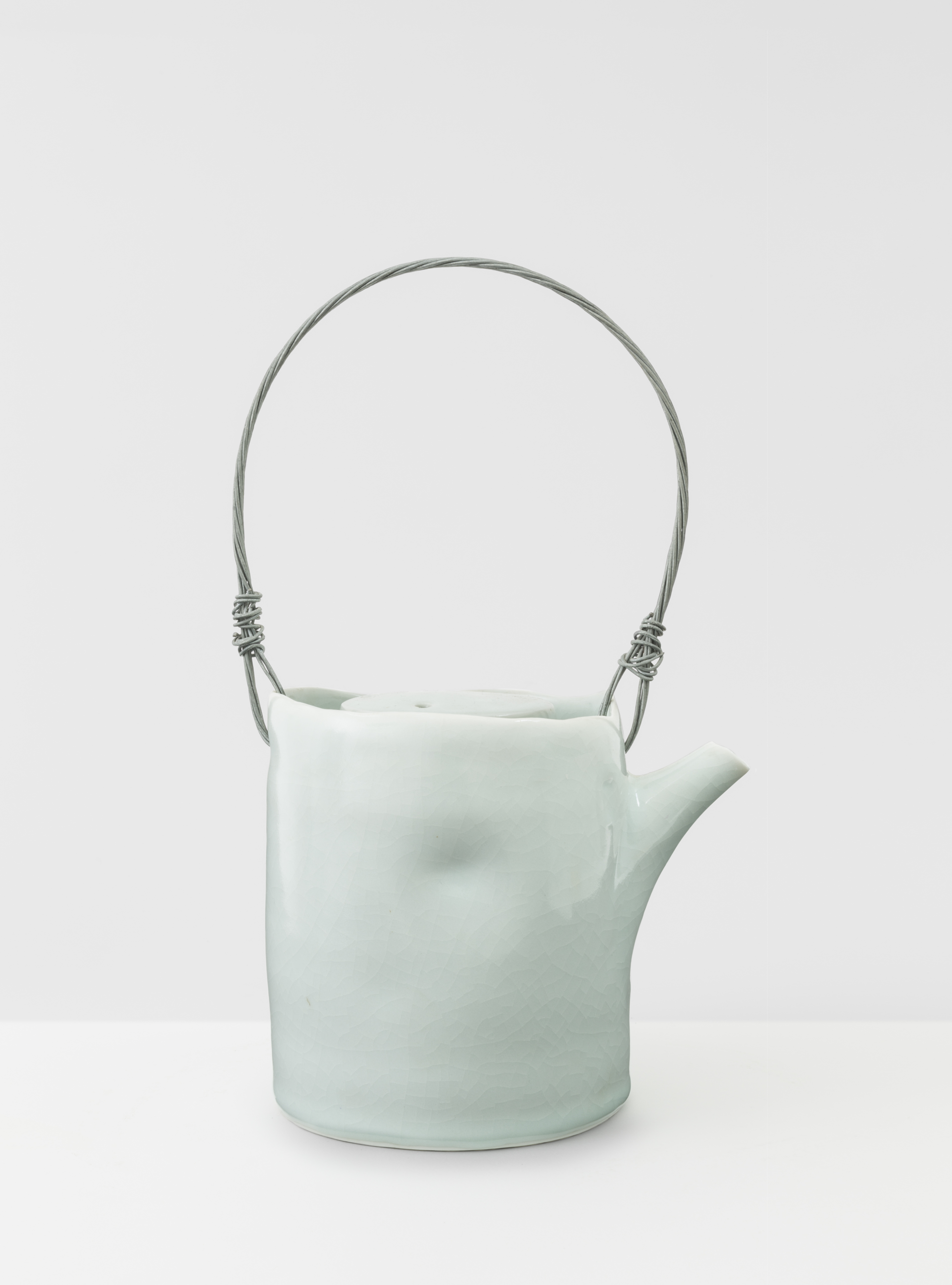
Teiera, 1997

La sua opera si colloca entro la tradizione anglo-orientale, ma egli ha anche studiato i modernisti e in particolare il movimento del Bauhaus. De Waal è convinto che oriente e occidente possono incontrarsi nell'arte della porcellana.

Dal 2004 al 2011, de Waal è stato professore di ceramica alla Università di Westminster; nel 2011 ha ricevuto l'onorificenza dell'Order of British Empire (OBE) per il suo servizio all'arte. nel medesimo anno ha pubblicato The Pot Book, un'antologia illustrata di 300 vasi di ceramica.

Nel 2010 è stato pubblicato prima nel Regno Unito, poi negli Stati Uniti, The Hare with Amber Eyes: a Hidden Inheritance, un libro in cui de Waal ricostruisce la storia dei suoi parenti ebrei, la ricca e influente famiglia Ephrussi, attraverso le vicende di una collezione di 264 netsuke giapponesi, minuscole sculture di avorio e legno usate secondo la tradizione sui kimono. Questi piccoli oggetti, acquistati a Parigi da un antenato nel 1874, sono passati da una generazione all'altra e infine donati a de Waal dal prozio Ignace Ephrussi, che si era stabilito a Tokio dopo la seconda guerra mondiale. Il libro ha ottenuto grande favore dalla critica, e, tradotto in 25 lingue, ha venduto in tutto il mondo più di un milione di copie.
La traduzione italiana, di Carlo Prosperi, è stata pubblicata nel 2012 col titolo Un'eredità di avorio e ambra (Bollati Boringhieri).

Il secondo libro, The White Road, pubblicato nel 2015, segue il cammino di de Waal alla scoperta della storia della porcellana, dai primi oggetti prodotti sulle colline di Jingdezhen in Cina alle prime porcellane inglesi di William Cosworty e Josiah Wedgwood. Nel 2016 il libro è stato pubblicato in italiano col titolo La strada bianca.

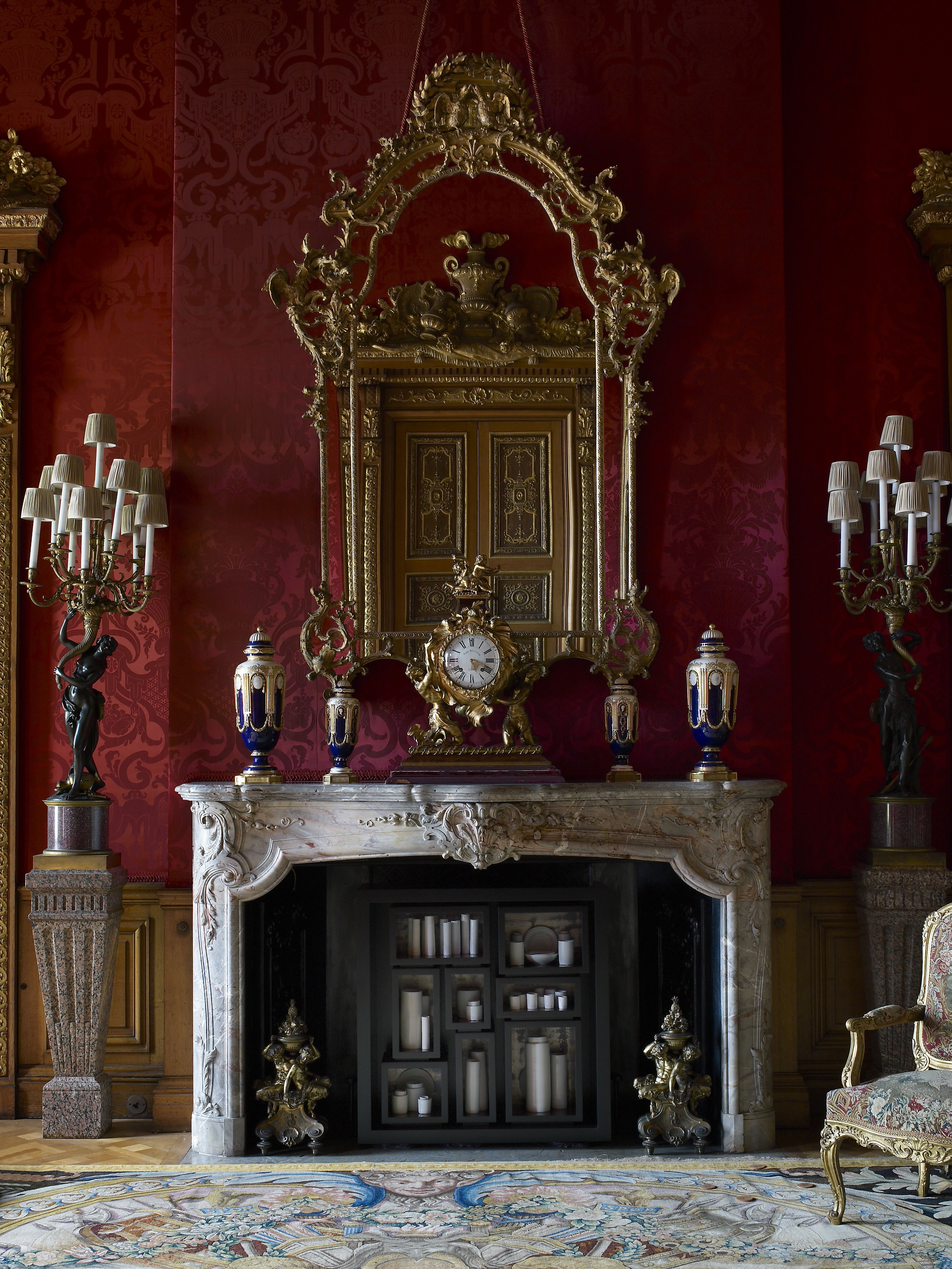
Sulle proprietà del fuoco, 2012, in situ a Waddesdon Manor, Buckinghamshire

Nel 2016 de Waal ha collaborato con l'artista Ai Weiwei in una mostra alla Kunsthaus Graz sulla storia della ceramica. Oltre alle loro opere, sono state esposte opere di altri importanti artisti, come Pablo Picasso, Lucio Fontana,
Isamu Noguchi, Lucie Rie e Peter Voulkos.

## Opere
- Bernard Leach, London: Tate Publishing 1998, ISBN 978-1-849760430.
- Design Sourcebook: Ceramics, London: New Holland Publishers, 1999, ISBN 9781780091334.
- 20th Century Ceramics, London: Thames and Hudson, 2003, ISBN 978-0-500203712
- Rethinking Bernard Leach: Studio Pottery and Contemporary Ceramics, con Kenji Kaneko, Kyoto: Shibunkaku Publishing, 2007, ISBN 9784784213597.
- Un'eredità di avorio e di ambra (The Hare with Amber Eyes: a hidden inheritance, 2010), traduzione di Carlo Prosperi, Collana Varianti, Torino, Bollati Boringhieri, 2011, ISBN 978-88-339-2234-8.
- The Pot Book, London: Phaidon Press, 2011, ISBN 978-0-714847993.
- E. De Waal-Rupert Faulkner-Gregory Irvine, Beauté eternelle. L'art traditional japonais dans la collection Montgomery, Milano, Skira, 2012, ISBN 978-88-849-1251-0.
- Edmund de Waal, London: Phaidon Press, 2014, ISBN 978-0-714867038.
- La strada bianca. Storia di una passione (The White Road, 2015), traduzione di Carlo Prosperi, Collana Varianti, Torino, Bollati Boringhieri, 2016, ISBN 978-88-339-2404-5.
- Lettere a Camondo (Letters to Camondo, 2021), traduzione di Carlo Prosperi, Collana Varianti, Torino, Bollati Boringhieri, 2021, ISBN 978-88-339-3679-6.